# Ruth Weyher
Ruth Ellen Weyher (* 28. Mai 1901 in Neumark, Westpreußen; † 27. Januar 1983 in München) war eine deutsche Stummfilmschauspielerin.

## Leben
Die Tochter des Oberjustizinspektors Paul Ferdinand Weyher und seiner Frau Lätitia Theone geb. Schulze wuchs in Danzig auf, bis sie mit ihren Eltern und ihrem Bruder 1914 nach Halle zog. Mit 16 Jahren kam sie nach Berlin und besuchte von April 1919 bis Juli 1920 die Schauspielschule des Deutschen Theaters.
In München erhielt Ruth Weyher ihr erstes Bühnenengagement. Schon 1919 bekam sie ihre erste Filmrolle. In zahlreichen Unterhaltungsfilmen spielte sie abenteuerlustige oder auch hingebungsvolle Frauen. Gelegentlich erhielt sie Hauptrollen wie 1926 die Titelrolle in der Operettenverfilmung Die keusche Susanne.
1928 gründete sie ihre eigene Filmproduktionsgesellschaft, die Ruth Weyher-Film GmbH. Nach einem einzigen Film, Was ist los mit Nanette mit ihr in der Titelrolle, stellte sie ihre Tätigkeit als Produzentin ein. Am 2. Juli 1932 heiratete sie den Münchner Verleger und Buchdruckereibesitzer Dr. Hans Geiselberger und beendete ihre Karriere.

## Filmografie
- 1919: Der Hirt von Maria Schnee
- 1920: Die Wahrsagerin von Paris
- 1921: Der Brand im Varieté Mascotte
- 1921: Die Erlebnisse einer Kammerzofe
- 1921/22: Frauenbeichte (3 Teile)
- 1922: Sterbende Völker (2 Teile)
- 1922: Divankatzen
- 1923: Dämon Zirkus
- 1923: Die Spitzen der Gesellschaft
- 1923: Adam und Eva
- 1923: Die graue Macht
- 1923: Schatten
- 1923: Der Matrose Perugino
- 1923: Das alte Gesetz
- 1923: Menschen und Masken
- 1924: Das Geschöpf
- 1924: Königsliebchen
- 1924: Komödie des Herzens
- 1925: Ein Sommernachtstraum
- 1925: Reveille, das große Wecken
- 1925: Der Fluch der bösen Tat
- 1925: Die Feuertänzerin
- 1925: Heiratsannoncen
- 1925: Der erste Stand. Der Großkapitalist (2 Teile)
- 1925: Frauen und Banknoten
- 1926: Geheimnisse einer Seele
- 1926: Menschenleben in Gefahr
- 1926: Die keusche Susanne
- 1926: Die Flammen lügen
- 1927: Die Hochstaplerin
- 1927: Fassadengespenst
- 1927: Klettermaxe
- 1927: Einer gegen Alle
- 1927: Milak, der Grönlandjäger
- 1927: Das Spielzeug schöner Frauen
- 1927: Der Mann ohne Beruf (Das grobe Hemd)
- 1927: Die Frau im Schrank
- 1927: Eine kleine Freundin braucht ein jeder Mann
- 1927: Die Apachen von Paris
- 1927: Der große Unbekannte
- 1928: Dr. Monnier und die Frauen
- 1928: Indizienbeweis
- 1928: Was ist los mit Nanette?
- 1929: Bobby, der Benzinjunge
- 1929: Vater und Sohn
- 1929: Sei gegrüßt, Du mein schönes Sorrent
- 1930: Im Kampf mit der Unterwelt